# Psit... les filles
Pour plus de détails, voir Fiche technique et Distribution.
Psit... les filles (Ψιτ... κορίτσια! / Psit... koritsia!) est une comédie romantique grecque d'Álkis Papás sortie en 1959.
C'est l'unique réalisation de l'acteur Álkis Papás qui met en scène son épouse Irène Papas.

## Fiche technique
- Titre français : Psit... les filles[1]
- Titre original grec : Ψιτ... κορίτσια! / Psit... koritsia![2],[3]
- Réalisateur : Álkis Papás
- Scénario : Álkis Papás, Sakis Karvelas
- Photographie : Nikos Gardelis (el)
- Montage : Giorgos Tsaoulis
- Musique : Takis Morakis (el)
- Sociétés de production : Kronos Film
- Pays de production :  Grèce
- Langue originale : grec
- Format : Noir et blanc - 1,33:1 - Son mono - 35 mm
- Durée : 77 minutes
- Genre : Comédie romantique
- Dates de sortie :
  - Grèce : 1959

## Distribution
- Irène Papas : Eleni
- Michalis Nikolinakos (el) : Alekos
- Giorgos Kabanellis (el) : Giorgos
- Dora Giannakopoulou (el) : Aleka
- Andreas Barkoulis (el) : Sakis
- Depi Martini (el) : Maria
- Pantelís Zervós : Jean Papadopoulos
- Takis Hristoforidis (el)
- Zoe Rizou
- Loukianos Rozan (el)
- Paris Pappis
- Ntora Anagnostopoulou